# Vesna Šantak
Vesna Šantak (Zagreb, 1969. - ), hrvatska slikarica i kiparica.

## Životopis
Vesna Šantak rođena je 1969. godine u Zagrebu. Nakon završene osnovne škole i Škole za primijenjenu umjetnost i dizajn, diplomirala je slikarstvo na odjelu grafike i stekla zvanje slikar-grafičar na Akademiji likovnih umjetnosti u Zagrebu 1998. godine, u klasi profesora Frane Para. Od 1995. godine sudjelovala je na studijskim putovanjima u okviru "Vrbničke grafičke akademije" na otoku Krku (VGA) 1995., 1996. i 1997. godine. 
Osim slikarstvom i kiparstvom bavi se i ilustriranjem knjiga, orgsnizacijom projekata i radionica te pedagoškim radom (voditeljica je likovnih i plesnih radionica za djecu i odrasle) od 1998. Surađivala je s Otvorenim učilištem u Zagrebu, a trenutno surađuje s "Centrom za kulturu Trešnjevka", "Međunarodnim centrom za kulturu Travno", "Centrom za kulturu Pešćenica" i Hrvatskim društvom likovnih umjetnika (HDLU-om). Osmislil je i nekoliko projekata: Vremeplov“, „Naslikaj pismo prijatelju“ i “Oblik – prostor – kretanje“ koji su prošli na natječajima Gradskog ureda za kulturu u Zagrebu. Od 2013. voditeljica je likovne radionice Maštaonica u Centru za kulturu Novi Zagreb. 
2010. godine boravila je na art rezidenciji u Cité Internationale des Arts Paris. Član je HDLU-a, Academie Moderne te HZSU-a.

## Samostalne izložbe[3]
- 1996.  Kula Lotrščak, Zagreb – «Grafika – Glazba»
- 1997.  Narodno sveučilište Mali Lošinj – «Grafike i monotipije»
- 2000.  Galerija Nova, Zagreb – «Godina Zmaja» (slike i skulpture)
- 2001.  Galerija Citroen, Zagreb – Izložba slika
- 2001.  Gradska galerija «Knežev dvor», Rab – «Probuđeni Gospodari Voda» (izložba slika)
- 2001.  Galerija SC, Zagreb – multimedijalna izložba «Zemlja Čuda» (slike, skulpture, ambijent, plesna radionica «Čajanka kod Klobučara»)[4]
- 2002. Muzej Sv. Ivan Zelina – «GEA», (izložba slika, skulptura i ilustracija); na otvorenju plesna radionica: «Stvaranje svijeta».
- 2002. Galerija VN, Zagreb – «Čuvari Vatre» (izložba slika)
- 2003. Galerija «Sv. Nikola», Malinska, otok Krk – «Bestijarij» - plesni performance «Preobražaj» - glazba: Gabrielle Roth «Totem»
- 2004. Roland Berger, Trg bana Josipa Jelačića – Izložba slika i skulptura
- 2004. Klub Gjuro 2 – «Reptilia»
- 2004. Galerija «Stančić» s N. Ivezić i T. Politeo
- 2005. Land art i happening “Valovi” ( kao dio projekta “Zaboravljeni parkovi – Park bez imena”)
- 2007. o0oze festival, multimedijalni festival, Korčula – Land art intervencija (mandala) i radionica “Za Geu”
- 2007. Projekt “Oblik –prostor – kretanje”, likovna intervencija u prostoru – Park s bazenom kod Mihovljanske, Trešnjevka; plesni performance “Voda”
- 2008. Galerija Matice Hrvatske, Zagreb – “Radost stvaranja” – izložba slika i skulptura (sa Željkom Gradski)
- 2008. Zavičajni muzej Buzet – “Žuta Zvijezda” – izložba slika
- 2008. Projekt OBLIK - PROSTOR - KRETANJE - slikanje zvukova i glazbe pokretom i plesom – platno veličine 5m x 2,5 m, voditeljica: Vesna Šantak, didgeridoo: Dubravko Lapaine, podhodnik na Ljubljanskoj aveniji (kod Dužica)
- 2008. Galerija Zvonimir, Zagreb – na otvorenju izložbe keramike „Dodirni me“ vodila plesnu radionicu „Tera magica“
- 2009. Europski dom, Zagreb – „Gea i Sunce“ izložba slika i skulptura
- 2010. Cite Internationale des Arts, Paris – plesni performance „Zvukovi grada“, plesni performance: Vesna Šantak, glazba, zvučni efekti: Omar Traore
- 2011. Muzungu, Zagreb – „Roho Ya Afrika!“ – izložba slika i skulptura
- 2013. Galerija „Vladimir Bužančić“, Zagreb, Retrospektiva slika i skulptura od 1999. – 2010.
- 2014. Izložba : „Putokaz kretanja“, projekt Kvartura - Zagreb na kvadrat, Centar za kulturu Peščenica
- 16. – 30. listopada 2014., Zavičajni muzej Buzet, Izložba crteža "Putovanje"[5]
- 23. ožujka - 9. travnja 2015. Narodno sveučilište Dubrava, Galerija Vladimir Filakovac, Izložba "Buđenje"[6]
- 17. travnja - 8. svibnja 2015. Muzej Prigorja - Galerija Kurija, Sesvete, Izložba slika i likovnih radova[7]

## Skupne izložbe[3]
- 1996. «VGA» - Galerija Baćin dvor, Vrbnik, otok Krk
- 1996. «VGA» - Galerija Mali salon, Rijeka
- 1996. Galerija Vincent od Kastva, Kastav – «Va Kastve»
- 1996. Galerija Dar, Kastav – izložba fotografija
- 1997. Klovićevi dvori, Zagreb – «Pasionska baština»
- 1997. «VGA» Krk – Galerija Decumanus
- 1999. ATTACK, Zagreb – «Zaboravljeno selo»
- 1999. Klub GJURO II, Zagreb – «Dan planete Zemlje»
- 1999. 2. svjetske vojne igre, Zagreb – «Sport, ekologija, igra»
- 1999.  Galerija grada Krapine, Krapina – Grafička zbirka ALU Zagreb
- 2000.  Galerija SC, Zagreb – 4. smotra Sveučilišta – Izložba grafika
- 2000.  Gutenberg Pavillon Mainz – «Happy Birthday Johannes»
- 2000.  Klub Močvara - Multikultura: Mexico
- 2000.  Klub Močvara - Multikultura: Bolivija
- 2000.  «Momiano – 00», Momjan – multimedijalna izložba
- 2000.  Gavella, Zagreb – «Teatar i mit»
- 2001.  «Plava ptica», Zagreb – izložba slika i skulptura
- 2001.  «Banova vila», Rab – 1. Salon grafike
- 2001.  Galerija kina SC – ARTiljerija: izložba prenesenih ateliera petnaest umjetnika "Punkta", (multimedijalna izložba, likovne radionice, tribine, interakcija s umjetnicima).
- 2002.  «Die kleine Galerie», Wien – 1. Salon grafike
- 2002.  Mostar – izložba grafika, organizator: Galerija «Brešan», Split
- 2002.  «Snaga», Samobor – sudjelovala u radionici «Snaga» Ive Pavičić i plesne grupe TO
- 2002.  «akuPUNKTura», Maksimir, Zagreb – projekt "Punkta" (Umjetnička šetnja Maksimirom i izložba u parku)
- 2002.  Galerija Koprivnica – «Novo za novo» izložba slika 5 umjetnika
- 2003.  Galerija Njivice – Međunarodni saziv likovne kolonije «FULFINUM 2002.»
- 2003.  Galerija Koprivnica – DAAK 2003. – DRAVA ART ANNALE KOPRIVNICA 2003. – međunarodna izložba
- 2004.  «Kunst in der Stadt», Mainz – Art festival u Mainzu
- 2004.  Galerija Koprivnica – DAAK 2004. – DRAVA ART ANNALE KOPRIVNICA 2004.
- 2004.  «Vinski put» - Jaska – humanitarna izložba
- 2005.  Galerija «Dubrovačka kuća», Dubrovnik – izložba kravata
- 2005.  «Otvoreni grad umjetnosti» Srebrenik, Centar za kulturu i informisanje Srebrenik, BIH – izložba slika s likovne kolonije
- 2005.  Galerija MALA, Zagreb – izložba kravata
- 2005.  Dom HDLU, Zagreb - «Izložba recentnih radova članova hrvatskog društva likovnih umjetnika»
- 2005.  Muzej Grada, Vinkovci – izložba kravata
- 2005.  Galerija Koprivnica – DAAK 2005. – Drava art Analle Koprivnica 2005.
- 2005.  III. BIENALE MINIJATURE BOSNE I HERCEGOVINE – međunarodna izložba – Bosanski Kulturni centar Tuzla
- 2006.  Galerija SC, Zagreb – 10. Smotra Sveučilišta – Izložba grafika – Grafička zbirka ALU Zagreb
- 2006.  Gradska Loža, Zadar – izložba kravata
- 2007.  Dom HDLU, Zagreb – “Izložba recentnih radova članova hrvatskog društva likovnih umjetnika”
- 2007.  Galerija ULUPUH, Zagreb – “IDENTITET GRADA: VRBNIK – Radovi studenata Grafičkog odsjeka Akademije likovnih umjetnosti u Zagrebu”
- 2007.  Klub SC, Zagreb – “Vox feminae – Glas umjetnica”– multimedijalna izložba; međunarodni festival “Vox feminae”
- 2007.  Galerija Vladimir Filakovac, Zagreb – “Božić 2007.”
- 2008.  Galerija Vladimir Filakovac, Zagreb – Likovni život Dubrave – iz fundusa Galerije – 40 godina postojanja
- 2008. Galerija PRICA, Samobor – 1. TRIENALE AUTOPORTRETA
- 2009. Galerija Muzeja Koprivnice – izložba slika – retrospektiva slika s motivima pijetla
- 2009. Galerija Insula, Izola, Slovenija – Ex tempore vinile – slikanje na vinilnim pločama
- 2010. Muzej „M. Skurjeni“, Zaprešić – „10 Maski – 10 Žena“
- 2010. Galerija „Prima Centar“, Berlin – „ 11 VISIONS“ (ciklus slika „Promjena“)
- 2010. Galerija „Art ' Est“, Pariz – „11 VISIONS“ (ciklus slika „Hram“)
- 2011. Galerija PRICA, Samobor – 2. TRIENALE AUTOPORTRETA
- 2013. Galerija Hrvatske pošte "Realna situacija" -  projekt „Zagrebačko proljeće atelja“  u organizaciji Hrvatskog društva likovnih umjetnika, Ministarstva kulutre i Gradskog ureda za obrazovanje, kulturu i sport, Zagreb
- 2013. Galerija „Greta“ – "PARIS A Resident’s Perspective" -  međunarodna izložba fotografija i glazbenih vizualizacija - fotografije: Vesna Šantak i Joanna womg,  Jérémy Faivre: glazbena vizualizacija

## Likovne kolonije[8]
- 1995. «VGA», Vrbnik, otok Krk (studijsko putovanje)
- 1995. Kastav (likovna kolonija sastavni dio «Kastavskog kulturnog leta»)
- 1996. «VGA», Vrbnik, otok Krk, (studijsko putovanje)
- 1996. Kastav (likovna kolonija – sastavni dio «Kastavskog kulturnog leta»)
- 1997. “VGA”, Vrbnik, otok Krk (studijsko putovanje)
- 1999. Kastav (likovna kolonija – sastavni dio Kastavskog kulturnog leta»)
- 1999. Požega, organizator Galerija «Hajdarović» (likovna kolonija)
- 2000. «Momjan- OO», Momjan, organizator ACADEMIA MODERNA (multimedijalna kolonija:video, fotografija, slikarstvo, kiparstvo, dječja likovna radionica)
- 2002. «Fulfinum» 8. saziv međunarodne likovne kolonije – Njivice
- 2004. «Kunst in der Stadt» - međunarodni art festival – grad Mainz
- 2005. «Otvoreni grad umjetnosti» Srebrenik, BIH – međunarodna likovna kolonija
- 2006. Likovna kolonija u organizaciji KBC-a i Udruge likovnih umjetnika Akademija-Art na otoku Rabu, grad Rab
- 2007. Likovna kolonija u organizaciji KBC-a i Akademija-Art na otoku Rabu,
- 2007. Međunarodna likovna kolonija u organizaciji KBC-a i Akademije –Art na otoku Rabu
- 2008. Međunarodna likovna kolonija u organizaciji KBC-a i Akademije-Art na otoku Rabu, grad Rab

## Nagrade[9]
- Posebna nagrada publike na DAAK 2005. ("Drava art Annale Koprivnica 2005.")
- Nagrada na  "Zagrebačkom proljeću ateljea" 2013. godine

## Vanjske poveznice
- CZK Novi Zagreb  Arhivirana inačica izvorne stranice od 3. svibnja 2015. (Wayback Machine)